# Kepler-150f
Kepler-150f là một Hành tinh ngoài Hệ mặt trời nằm trong chòm sao Thiên nga. Nằm trong sao Kepler-150 quay quanh 637 ngày Trái đất. Trong hệ sao này có 5 hành tinh. Hành tinh phát hiện bởi Kính thiên văn Kepler.